# Barsham, Norfolk
Barsham är en civil parish i Storbritannien.   Den ligger i grevskapet Norfolk och riksdelen England, i den sydöstra delen av landet, 160 km norr om huvudstaden London. Antalet invånare är 253. Arean är 19,4 kvadratkilometer.
Terrängen i Barsham är huvudsakligen platt.